# Vacone (re)
Vacone, o Wacho (... – 540 circa), è stato re dei Longobardi tra il 510 circa e il 540 circa.

## Biografia
Verso il 510 Vacone imprigionò il suo predecessore, Tatone del quale era nipote, in quanto suo padre Zuchilone ne era il fratello e gli subentrò sul trono dei Longobardi. Venne contrastato dal cugino Ildichi, figlio di Tatone, ma esso venne sconfitto e fuggì presso i Gepidi: Paolo Diacono nell'Historia Langobardorum fa risalire a questo episodio l'inimicizia tra i due popoli. All'epoca il popolo, stanziato lungo il medio corso del Danubio, era in piena ascesa, e Vacone diede un ulteriore impulso alla crescita dell'influenza del suo popolo attraverso una straordinaria aggressività sia militare che politica; nel 526, approfittando della morte del loro protettore Teodorico, sottomise gli Svevi e occupò le ex province romane Pannonia I e Valeria, corrispondenti all'odierna Ungheria.
Dal punto di vista diplomatico, Vacone sfruttò l'arma dei matrimoni dinastici, sposandosi tre volte: la prima volta con la principessa turingia Ranicunda, la seconda con la principessa gepida Austrigusa e infine con la principessa erula Silinga, mettendo così a segno, di volta in volta, alleanze strategiche con Turingi, Gepidi e infine con ciò che restava degli Eruli.
L'alleanza con Bisanzio e con i Franchi gli permise di mettere a frutto le convulsioni che scossero il regno ostrogoto, soprattutto dopo la morte del re Teodorico nel 526. Il culmine della politica matrimoniale di Vacone fu però, nel 530, il matrimonio di sua figlia Visigarda con Teodeberto, re dei Franchi. Morta poco dopo Visigarda, il legame fu reiterato col matrimonio tra la sorella più giovane di Visigarda, Valdrada, con Teodebaldo, figlio del re franco.
Nel 539 respinse un'offerta di alleanza (o piuttosto, visti gli estremi cui gli Ostrogoti erano giunti, una supplica) del re ostrogoto Vitige col pretesto della propria alleanza con l'imperatore Giustiniano. Ormai saldamente al potere e disponendo delle risorse di un grandissimo territorio, esteso dalla Boemia alla Pannonia, al momento della morte (540 circa) Vacone era uno dei più importanti re d'Europa.